# Danilo Gentili
Danilo Gentili Jr (Santo André, São Paulo, 27 de septiembre de 1979) es un comediante, escritor, caricaturista, periodista brasileño, presentador de televisión y empresario. Surgió en Brasil como parte  del programa de comedia Custe o Que Custar, de la Rede Bandeirantes.

## Biografía
Danilo Gentili se graduó en 2003 en el curso de Comunicación Social - UniABC Advertising. En 2006 fundó la Comedia ao Vivo, muestra el humor de los suyos. Ese mismo año, se unió a la comedia Club de la Comedia Stand-Up. Danilo es un dibujante y caricaturista. Mantuvo una columna de los lunes a uno de los periódicos de mayor circulación en Brasil, Metro. En 2008 fue galardonado con el premio  paulistano del Año por la revista Veja y fue colaborador de la revista de mayor circulación en Brasil, Mad. En 2010, junto a sus compañeros de comedia Rafinha Bastos y su productor Italo Gusso, abrió en la Rua Augusta en São Paulo, club de primera comedia de Brasil, llamada Comedians.

## Puestos de trabajo

### TV
- 2008-2011 - Custe o Que Custar en la Rede Bandeirantes.
- 2011-2013 - Agora É Tarde en la Rede Bandeirantes]
- 2014-en la actualidad - The Noite

### Teatro
- 2005/2009 - Clube de la comedia stand-up - comediante y autor
- 2006/2009 - La comedia en vivo - creador, autor y comediante
- 2009 - Divina Comédia - creador, autor y comediante (con Felipe Hamachi, Rogerio Morgado e Mauricio Meirelles)
- 2007/2008 - Circuito Baviera Premium - comediante y autor
- 2008/atualmente - Danilo Gentili Volumen 1 (exposición individual de stand-up comedy) - comediante y autor
- 2010 - Políticamente Incorrecto - (exposición individual de comedia stand-up en la política) - comediante y autor

### Caricaturista
- 2009 - MAD - El caricaturista y escritor

### Empresario
- 2010 - Comedians - propietario

### Los libros
- 2009 - Como se Tornar o Pior Aluno da Escola  - Panda Books - autor y ilustrador.
- 2010 - Políticamente Incorrecto - Panda Books - autor y ilustrador.

### DVD
- 2011 - Show Políticamente Incorrecto - autor